# 中村勝治
中村 勝治（なかむら かつじ、1945年（昭和20年）6月20日 - ）は、日本の政治家。元鳥取県境港市長（4期）。
父は境港市議会議長を務めた中村実三。

## 経歴
鳥取県境港市生まれ。同市湊町在住。鳥取県立境高等学校を経て、1968年3月、国士舘大学政経学部卒業。日本電信電話公社に勤務する。1996年4月、境港市企画部次長。1998年1月、境港市市民生活部次長。同年12月、境港市市民生活部長。2002年4月、境港市総務部長。
2004年6月5日、境港市長の黒見哲夫が健康上の理由により辞職届を提出。里見の辞職に伴い7月25日に行われた市長選挙に立候補し初当選した。
2011年10月29日、全国豊かな海づくり大会レセプション出席のため、鳥取市へ向かう際に公用車が交通事故を起こし、腰骨骨折の重傷を負った。
2016年の市長選で4期目の当選を果たした。
2020年境港市長選には出馬せず、退任。
2020年、旭日小綬章受章。

## 家族・親族

### 中村家
（鳥取県境港市明治町・境港市湊町）
- 妻（境港市新屋町、壁三之助長女[7]、航空自衛官壁祐司朗姉）
- 義父・壁三之助

大正8年（1919年）10月福井県丹生郡越前町に父壁伍吉の次男として生まれた。昭和15年（1940年）6月現役兵として舞鶴海兵団入団。新兵教育の後軍艦利根に乗組み東シナ海方面に出動する。昭和16年（1941年）3月横須賀海軍航空隊に航空機整備技術練習生として入隊。6ヶ月の教育終了後同航空隊に整備兵として軍務に従事するも11月南方へ出発、サイパン島を通過した辺りで大東亜戦争の開戦を知る。マーシャル群島ヤール島到着、水上飛行機の整備に従事する。昭和19年（1944年）3月厚木飛行場にて高等科整備術練習生として教育を受ける。6月横須賀海軍航空隊転属。11月鹿児島海軍航空隊転属。昭和20年（1945年）3月美保航空隊転属。美保基地に勤務の後美保航空自衛隊に入隊、昭和45年（1970年）3月退官。その後同隊に職員として勤務、昭和55年（1980年）3月定年退職をなす。